# Château de Colombières
Le château de Colombières est une demeure fortifiée du XIVe siècle, qui se dresse sur le territoire de la commune française de Colombières dans le département du Calvados, en région Normandie. Il s'agit d'une maison forte ayant évolué vers la demeure de plaisance. Le château, propriété privée, est totalement protégé au titre des monuments historiques.

## Localisation
Le château, surnommé « la vigie des marais »,  est situé à 300 mètres au nord-est de la commune de Colombières, dans le département français du Calvados. Son emplacement, dans les prairies de la vallée de l'Esque, au bord des marais du Bessin, était un point stratégique du dispositif de contrôle de la Basse-Normandie. Il était situé en bordure de la baie d'Isigny, qui a depuis été poldérisé et est devenu le marais de la rivière Aure inférieure.

## Historique
Les premières mentions du château datent du début du XIe siècle. À l'époque celui-ci était probablement une motte castrale occupée par la famille de Colombières. En 1066, Guillaume, Raoul et Baudoin de Colombières participent avec Guillaume le Conquérant à la conquête normande de l'Angleterre. Selon le Domesday Book, Raoul se serait ensuite installé dans le comté de Kent, où il possédait plusieurs terres.
À la fin du XIe siècle, à l'extinction de la famille de Colombières, leurs succèdent des membres de la famille Bacon du Molay, dont Philippe, qui prirent le nom et la terre de Colombières et font construire du XIIIe au XIVe siècle, le château médiéval que l'on voit aujourd'hui. En 1147, Philippe de Colombières, frère de Roger III Bacon, est mentionné comme seigneur châtelain du fief de Colombières.
Les parties les plus anciennes du château actuel datent de la fin du XIVe siècle. Alors en pleine guerre de Cent Ans, le roi de France Charles V demanda à ses vassaux du Bessin et du Cotentin, l'érection ou la rénovation des places-fortes pour contrer une éventuelle attaque de l'armée anglaise en Normandie. C'est ainsi qu'en 1371, lors du recensement des forteresses ordonnées par le roi, Régnier Le Coutellier trouva à Colombières un « ostel bien ordonné, vitaillé et garny ». En 1372, Henri de Colombières, châtelain du lieu, en fait aveu au roi. À cette époque, le complexe a une forme de quadrilatère entouré de douves et composé d'un mur d'enceinte de 3 mètres d'épaisseur flanqué de quatre tours rondes et d'une porte fortifiée précédée d'un pont-levis. Les bâtiments sont disposés autour d'une cour unique et adossés à la courtine.
La conquête des places fortes normandes par Henri V d'Angleterre entraîne vengeances et expropriations : des lettres patentes du roi d'Angleterre datées du 12 février 1418, dépouille Olivier de Colombières, chambellan de Charles VI, de ses biens et de sa forteresse en la faveur de Richard Drayton parce qu'il était resté fidèle à son suzerain : « Qui adhuc contra nos se tenet rebellem… ».
Ruinée par la guerre de Cent Ans, la forteresse ne retourna que peu de temps entre les mains de Jehan de Colombières, fils d'Olivier, qui la vend, avec un droit de réméré, à Christophe de Castiglione. C'est Roger de Briqueville, oncle de Jehan, qui rachète le château le 25 mai 1457. Son petit-fils, Guillaume VI, construit le corps des bâtiments actuels qui datent de la fin du XVe siècle.
C'est à la famille de Bricqueville que l'on doit l'ajout des deux tours Renaissance.
Lors des guerres de Religion, le seigneur François de Bricqueville (1535-1574), arrière petit-fils de Roger, né au château, maréchal des camps et armées du roi, qui servit sous François Ier, Henri II et au début du règne de Charles IX, se convertit à la religion réformée et devint l'un des chefs protestants les plus redoutables de Basse-Normandie. Il profana la chapelle Notre-Dame de Rougebrèque ou Rouge-Brèque située au premier étage du corps de logis principal, y installant en lieu et place des appartements. Dans un bâtiment aujourd'hui disparu, d'une des fermes proche du château, son fils, Paul de Bricqueville, établit un lieu de culte protestant.

Aux XVIIe et XVIIIe siècles, la forteresse subit diverses transformations architecturales destinées à rendre le logis plus confortable et moins sévère : le mur d’enceinte est démoli sur le côté sud, une des tours partiellement détruite est reconstruite sous forme de donjon carré, les fenêtres sont agrandies, et la chapelle profanée par François de Bricqueville, est rétablie à son emplacement initial par l'arrière-petit-fils de François, Cyrus-Antoine, converti au catholicisme en 1678. Celui-ci y apposa au-dessus de l'entrée, le linteau de la porte d'entrée de l'ancien lieu protestant. Ce linteau comporte des passages des versets 6 et 7 du chapitre 55 d'Isaïe encore visible de nos jours. 

« Cherchez l'Éternel pendant qu'il se trouve ; Invoquez-le, tandis qu'il est près. Que le méchant abandonne sa voie, Et l'homme d'iniquité ses pensées ; Qu'il retourne à l'Éternel, qui aura pitié de lui, A notre Dieu, qui ne se lasse pas de pardonner. »

En 1720, Anne-Henriette de Bricqueville fille de Cyrus-Antoine, couvertes de dettes, est contrainte de vendre le château. De 1720 à 1755, se succèderont divers acquéreurs, Gaspard de Réal qui le revend en 1726 à Pierre-Jacques Delaye qui se verra dès 1727 saisi du domaine, qui finira par être adjugé le 2 avril 1755 à Foisy le Jeune, procureur au Conseil qui le 12 août 1755 déclarera l'avoir acquis pour René Hatte.
René Hatte, fermier général du roi, acquéreur des seigneuries de Bricqueville, Bernesq et Colombières poursuivra les modernistaions et lui donnera son aspect classique. En 1761, sa fille, Anne-Catherine Hatte, épouse Alexandre Girardin de Vauvré, dont les descendants par mariages sont toujours propriétaires du château. Progressivement, la forteresse se transforme en un logis à l’ordonnance plus classique. Au XIXe siècle, l’aile abritant les communs est aménagée pour accueillir famille et amis, et des jardins viennent agrémenter le pourtour intérieur des douves médiévales.
Durant la Seconde Guerre mondiale, bien que situé à proximité d'Omaha Beach en plein cœur des opérations militaires du débarquement de Normandie, le château de Colombières fut épargné. Au matin du 6 juin 1944, la 2e compagnie du bataillon antichar de la 352e division allemande, composée de 10 Sturmgeschütz III camouflés depuis mars sous les ormes de l’avenue du Château, part subitement pour se diriger vers Ryes, au sud d'Arromanches. Les américains décidèrent de traverser à pied le marais que les Allemands maintenaient inondé — par la destruction des portes-à-flots d'Isigny-sur-Mer — pour le rendre infranchissable. C’est ainsi que Colombières vit le passage, dans la soirée du 8 juin 1944, du Lieutenant Kermit Miller du 115e régiment d’Infanterie de la 29e division U.S. et le 9 juin, le village fut libéré.

## Description
Le château de Colombières, du XIVe siècle et remanié à la Renaissance, présente un plan quadrangulaire flanqué de tours d'angle cylindriques couronnées de mâchicoulis, l'ensemble ceint de douves. Le corps de bâtiment actuel a été reconstruit à la fin du XVe siècle et présente une tour octogonale.

## Protection
Au titre des monuments historiques :
- le château sauf les parties classées est inscrit par arrêté du 2 juillet 1927 ;
- les façades et toitures ; la cheminée du XVe siècle située au deuxième étage de la tour sont classées par arrêté du 20 décembre 1968 ;
- le système hydraulique comprenant les douves et les canaux d'irrigation ; le potager avec ses murs de clôture sont inscrits par arrêté du 13 octobre 2006.

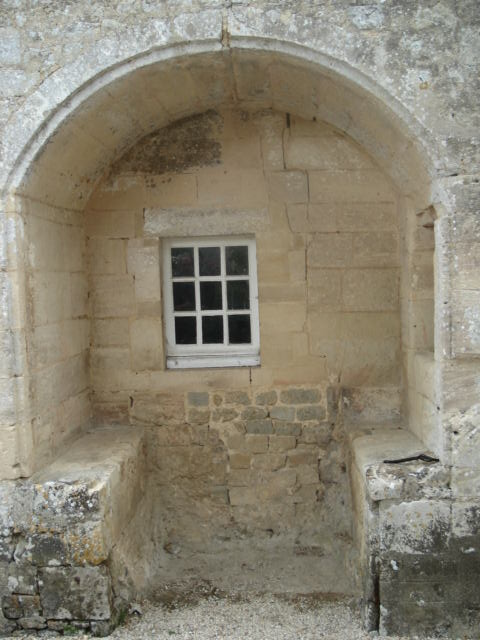
Le poste de garde du château.
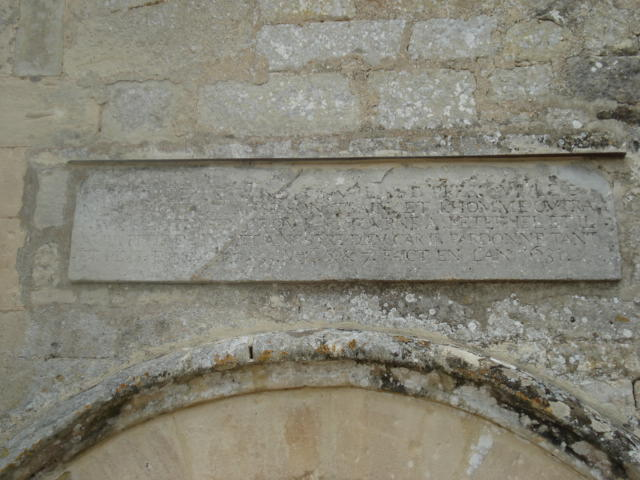
Linteau du lieu de culte protestant établit par François de Bricqueville.

## Armorial
Cet armorial présente les armoiries des familles ayant possédé la seigneurie puis le château de Colombières.
|  | Famille de Colombières Guillaume, seigneur de Colombières, est inscrit au nombre des héros qui accompagnèrent Guillaume le Conquérant à la conquête de l'Angleterre. Premier détenteur connu de la seigneurie (orthographiée à l'époque « Coulombières »), son blason s'énonce : - de gueules, au chef d'argent. |
|  | Famille Bacon du Molay En 1147, Philippe de Colombières, membre de la puissante famille Bacon, est mentionné comme seigneur châtelain du fief de Colombières. À la fin du XIVe siècle, les Bacon du Molay font bâtir la forteresse selon l’architecture de défense typique des constructions féodales. Le blason de cette famille s'énonce : - de gueules, à 6 quintefeuilles d’argent.                                          |
|  | Famille de Bricqueville, branche de Colombières Au début du XVIe siècle, la seigneurie passe à Jean de Briqueville et restera dans la famille pendant six générations. Cette branche des barons puis marquis de Colombières porte : - palé d'or et de gueules de six pièces. |
|  | Famille Hatte René Hatte, Fermier-Général du roi en 1726, achète et devient définitivement propriétaire des seigneuries de Bricqueville, Bernesq et Colombières par adjudication finale en 1755. Tous les propriétaires qui se succéderont après lui sont de ses descendants. Son blason est : - d'azur à la fasce d'argent, accompagnée de 3 croix ancrées d'or en chef et d'un lion d'argent en pointe, armé et lampassé d'or. |
|  | Famille de Girardin, branche de Vauvré Anne-Catherine, fille de René Hatte, hérite de la seigneurie et épouse un Girardin de Vauvré. Leur fils René de Girardin en héritera à son tour. Leur blason s'énonce : - d'argent, à trois têtes de gérardine de sable arrachées de gueules, allumées et becquées du même, à la filière denchée de gueules.                                                                              |
|  | Famille Berthelot de Baye Sophie de Girardin hérite du château en 1808. Elle le léguera à son beau-fils Auguste Berthelot de Baye. Le château passe au fils de celui-ci, puis à son petit fils Jean Berthelot de Baye. Leurs armes sont présentes dans une des cheminées du château : - d'azur, au chevron d'or, accompagné de trois besants de même.                                                                            |
|  | Famille de Briey Jean de Baye, n'ayant pas d'enfant, décide de léguer le château à sa cousine éloignée Marie de Briey, descendante de René de Girardin. Ses armes sont : - d'or, à trois pals aiguisés de gueules. |
|  | Famille de Ludre Marie de Briey, également sans enfant, léguera le château à sa petite cousine Jeanne de Ludre. Les armes de cette famille d'ancienne chevalerie lorraine sont présentes dans la cour du château et sont soutenues par deux lions en pierre. Elles s'énoncent : - bandé d’or et d’azur de six pièces, à la bordure engrêlée de gueules.                                                                          |
|  | Famille de Cossé-Brissac Thérèse, fille de Jeanne et Marcel de Cossé-Brissac hérite du château. Voici les armes de sa famille : - de sable, à trois fasces d’or dentelées par le bas. |
|  | Famille de Maupeou, branche d'Ableiges Par son alliance avec Thérèse de Cossé-Brissac, Étienne de Maupeou acquiert le château. Les armes de sa famille sont : - d'argent, au porc-épic de sable. |